# روزتوکی و ییلمنیتسه
روزتوکی و ییلمنیتسه (به چکی: Roztoky u Jilemnice) یک منطقهٔ مسکونی در جمهوری چک است که در ناحیه سمیلی واقع شده‌است. روزتوکی و ییلمنیتسه ۹۴۵ نفر جمعیت دارد و ۴۲۸ متر بالاتر از سطح دریا واقع شده‌است.